# Parancylistes pictus
Parancylistes pictus är en skalbaggsart som beskrevs av Stefan von Breuning 1957. Parancylistes pictus ingår i släktet Parancylistes och familjen långhorningar.
Artens utbredningsområde är Madagaskar. Inga underarter finns listade i Catalogue of Life.